# Надежда Радулова
Надежда Цветанова Радулова е българска поетеса и преводачка.

## Биография
Надежда Радулова е родена на 24 април 1975 г. в Пазарджик в семейството на художника Цветан Радулов. Завършва езиковата гимназия „Бертолт Брехт“ с профил английски език (1994), а след това българска и английска филология в Софийския университет „Св. Климент Охридски“ (1999).
През 2001 г. защитава степента магистър по философия към Централноевропейския университет в Будапеща и The Open University в Лондон. Академичните ѝ интереси са в областта на сравнителното литературознание и пол/родовите изследвания.
Доктор по филология с дисертация на тема: „Палимпсестът като фигура на женствеността: прочит на модернизма през поетиката на Хилда Дулитъл, Джийн Рис и Марина Цветаева“ (2006).
Участвала е във фестивала „Литература в действие“ (2002; 2003) и в авторското четене „Треви за летене“ (2003) в Центъра за академични изследвания (София).
Публикува във вестниците „Литературен вестник“ и „Литературен форум“, алманах „Тракия“, списанията „Витамин Б“ и „Страница“, антологиите на НДК (2002; 2003) и др.
Работи като редактор в месечното списание за пол, език и култура „алтера“ (2005 – 2010) и в издателство „Просвета“ (2011 – 2014).
Член е на журито за годишната награда „Кръстан Дянков“ на Фондация „Елизабет Костова“ за преводен роман от английски език през 2010 г.
Член на журито на националната награда за поезия „Иван Николов“ за 2014 г.

## Книги

### Стихосбирки
- С мъничко зелено в усмивката. Велико Търново: Абагар, 1994.
- Дървото. Пазарджик, 1994.
- Онемяло име. София: Лице, 1996.
- Алби. Пловдив: Жанет 45, 2000 (Национална награда за поезия „Иван Николов“ през 2001)[4]
- Памук, стъкло и електричество. Пловдив: Жанет 45, 2004.[5]
- Бандонеон. Пловдив: Жанет 45, 2008.
- Когато заспят. Пловдив: Жанет 45, 2015.[6][7][8]
- Малкият свят, големият свят. Пловдив: Жанет 45, 2020.

### Преводи
- Андрю Шон Гриър. Изповедите на Макс Тиволи. София: Обсидиан, 2005.
- Марина Левицка. Кратка история на тракторите. София: Обсидиан, 2006.
- Филип Рот. Човешкото петно. София: Алтера, 2009.
- Сам Савидж. Фирмин. Пловдив: Жанет 45, 2009.
- Джон Максуел Кутси. Живот и страдания на Майкъл К. Пловдив: Жанет 45, 2010.
- Джаки Кей. Тромпет. София: Алтера, 2010.[9]
- Джийн Рис. Безкрайното Саргасово море. София: Алтера, 2012.[10], [11]
- Силвия Плат. Джони Паник и библията на сънищата. Разкази, други съчинения и откъси от дневници София: Лист, 2020 [12]

### Съставителство
- Места на любовта (В текстовете на десет източноевропейки). (Заедно с Миглена Николчина). София: Алтера, 2007.

## Награди
- Носителка е на Националната награда „Иван Б. Николов“ (2001) за млад автор на годината.
- Носителка е на Националната награда за превод „Кръстан Дянков“ за 2009 г.[13]
- Награда „Николай Кънчев“ (2015).[14]
- Награда Иван Николов (2020) за поезия [15]